# Графське провалля
Гра́фське прова́лля  (груз. გრაფის ჩანაქცევი) — печера у Ґудаутському муніципалітеті Абхазької Автономної Республіки Грузії.

## Розташування
Печера знаходиться на Бзибському хребті, на схід від Чіпширинського хребта. Довжина — 550 м, проективна довжина — 430 м, глибина — 145 м, площа — 1400 м², об'єм — 14000 м³, висота входу близько 2200 м.

## Труднощі проходження печери
Категорія складності 5А.

## Опис печери
Ніша в скельному оголенні приводить до досить великої зали. У північно-східному кутку зали вузький 10-метровий меандр виводить до 6-метрового схилу. Далі тягнеться похилий хід шириною до 2 метрів до зали, що розширюється, а потім приводить до 20-метрової криниці, на дні якої наступна зала. У її західній стінці починається довга галерея, що веде до зали Озерний трійник (-75 м). Звідси одна частина порожнини тягнеться майже горизонтально, а друга — утворює колінчастий хід, що 15-метровим колодязем обривається в натічні галерею. Її південний кінець досить круто піднімається вгору, а північний закінчається непрохідною щілиною на глибині 145 м.
Шахта закладена в верхньоюрських вапняках.
У верхній частині порожнини слабо капає, в південно-західному ході, а також у придонній частині шахти є постійний водотік.
У шахті розвинені брилово-обвальні накопичення, на склепіннях першої зали є численні кальцитові колони, сталактити, сталагміти, в руслі струмка — печерні перли. У привходовій частині постійно є скупчення снігу, а в дальній частині грота і в галереї до 6-метрового колодязя — натічна крига, крижані сталагміти та сталагнати.

## Історія дослідження
Топозйомка порожнини проведена спелеогрупою «Альтус» Томського медінституту в 1982 р.